# Maykel Herrera Pacheco
Maykel Herrera Pacheco, artista de artes plásticas, dibujante cubano (1979).

## Biografía
Graduado de la Escuela Profesional de Artes Plásticas de Camagüey. Especialidad Pintura y dibujo 1993-98. Siendo muy joven una de sus obras "Desnudo de Juan Pablo II a la Revista Especial que, con motivo de la visita del Papa Juan Pablo II realizada a Cuba en 1998, fuera editada en nuestro país. 
Ha impartido talleres de Dibujo, Pintura y Apreciación de las artes en proyectos comunitarios de Vertientes, Camagüey, Ciudad de La Habana y en instituciones de diversas partes del mundo. Ha sido profesor de Dibujo y Pintura de 3.er y 4.º años en la Escuela Profesional de Artes Plásticas de Camagüey. Ha realizado trabajos de curaduría en exposiciones personales y colectivas dentro y fuera de Cuba. Cuenta con más de 30 exposiciones personales y ha formado parte de múltiples proyectos colectivos.

Su obra se incluye en varias colecciones privadas en países como Alemania, Francia, España, EE. UU., Suiza, Dinamarca, México, Puerto Rico, Canadá, Italia, Inglaterra, Bahamas, Colombia, República Dominicana, Grecia, Costa Rica, Andorra, Argentina, Japón, China, Holanda, Bélgica, El Líbano, Brasil. Etc.
Obtuvo el premio World Quality Commitment en la Categoría Oro, de la Convención Internacional BID a la Calidad, Innovación y Excelencia. París, Francia, 2014.

## Premio y reconocimientos
- 2014- Premio World Quality Commitment en la Categoría Oro, de la Convención Internacional BID a la Calidad, Innovación y Excelencia. París, Francia.

- 2002 - Mención XVIII Salón Provincial Fidelio Ponce. Galería Alejo Carpentier, Camagüey. Cuba

- 2002 - Mención XI Salón de la Ciudad. Camagüey. Cuba

- 2000 - Mención.XVI Salón Provincial Fidelio Ponce. Galería Alejo Carpentier. Camagüey. Cuba

- 2000 - Gran Premio y Premio AHS. Salón Guernica. Galería de Nuevitas. Cuba

- 1999 - Premio AHS. XV Salón Fidelio Ponce. Galería Alejo Carpentier. Cuba

- 1998 - Gran Premio. Salón Eduardo Abela. Vertientes. Cuba

- 1997 - II Premio. Salón Eduardo Abela. Vertientes. Cuba

- 1996 - II Premio. Salón Eduardo Abela. Vertientes. Cuba

- 1995 - Mención. Salón de Paisajes de Estudiantes de la Escuela de Arte.Camagüey. Cuba

- 1995- Gran Premio. Salón Colateral. Jornada Científica. Camagüey. Cuba

## Exposiciones personales
- 2015-"Fuera de juego".  12 Bienal Internacional de La Habana. Hogar Materno "Doña Leonor Pérez Cabrera". La Habana Vieja.

- 2015-Donación de Obras para la Ceremonia de Premiación de los concursos Nicolás Guillén y A.Carpentier  en la Feria Internacional del Libro.

- 2015-"14 de febrero". Con Bárbara Sánchez Novoa como invitada. Gato Tuerto. La Habana. Cuba.

- 2015- Premiación de una obra al Campeón del mundo en el Iron man. La Habana. Cuba.

- 2014-Premio UNICEF con una obra a la película Conducta, en el Festival del Nuevo Cine Latinoamericano. La Habana. Cuba.

- 2014-Donación en metálico al Centro de Rehabilitación Infantil Cenen Casas Regueiros. La Habana Vieja. Cuba.

- 2014-"Verso a Verso". Templete. Habana Vieja. La Habana. Cuba.

- 2014-"Verso a Verso". Creación y Dirección general de un mega Concierto con la participación de Gerardo Alfonso, Raúl Torres, Lyn Milanés, Luna Manzanares, Ivette Cepeda, David Blanco, Miriela Moreno, Polito Ibáñez, David Torrens, X Alfonso, Tony Ávila, Buena Fe y Descemer Bueno. Con el propósito de donar los fondos recaudados a los Oncológicos Infantiles y a las casas de niños sin amparo familiar. Karl Marx. La Habana. Cuba.

- 2014-"Verso a Verso". Exposición en la galería del Teatro Karl Marx. La Habana. Cuba.

- 2013- "La verdad parece un cuento". Art Rageous Gallery. Miami. EE. UU.

- 2013-"Fiesta de Príncipes". Por el Aniversario 499 de la fundación de la Ciudad de Camagüey. Camagüey. Cuba.

- 2013-"Sintonía de un patrimonio". Homenaje al 14 Aniversario de la Emisora Habana Radio. Casa Museo Carmen Montilla. La Habana. Cuba.

- 2012-"Sonido para ver". Con motivos de la Primera  Bienal de la Radio Cubana.

- 2012- Intervención Pública en la Embajada de Bolivia y Venezuela en Berlín,  Alemania. El día de las puertas abiertas en Berlín.

- 2012-" La verdad parece un cuento". EAGL Gallery. Berlín. Alemania.

- 2012-"La verdad parece un cuento". A propósito de la portada de la revista Opus Habana. Palacio de Lombillo. Habana Vieja. Cuba.

- 2011-"Un minuto de silencio". Proyecto personal de Curaduría. Casa Museo Oswaldo Guayasamín. La Habana. Cuba. Artistas integrantes: Roberto Fabelo, Pedro Pablo Oliva, Flora Fong, Eduardo Roca (Choco), Zaida del Río,  Alicia Leal, Juan Moreira, Ileana Mulet, Alexis Leyva (Kcho), Ernesto Rancaño, Cristian González, Eduardo Abela, Agustín Bejarano, Aziyadé Ruíz, Vicente R.Bonachea,  José Omar Torres, Rubén Rodríguez, Carlos Guzmán, Ángel Ramírez, Álex Castro, Ernesto García Peña, Nelson Domínguez, Estéreo Segura, Ever Fonseca, Roberto Diago,  Adigio Benítez, José Fúster, Áisar Jalil, Ramón Casas, Roberto Chile, Maykel Herrera.

- 2010-"Retrospectiva." Hotel Museo. Casa Turquesa. Cancún. México.

- 2010- “ No veo nada”. Galería Galiano. Ciudad de La Habana. Cuba.

- 2009- “Utopía”. Londres, Inglaterra.

- 2009-“Sazón Completo”. Gato Tuerto. Ciudad de La Habana.

- 2008-“Fiesta de Príncipes”.Radio Rebelde. ICRT. Ciudad de La Habana. Cuba.

- 2008-“La piedra de mi zapato”. París, Francia.

- 2008-“Fiesta de Príncipes”. Casa Central de la FEU. C.Habana. Invitados a intervenir las obras: Silvio Rodríguez,  Carlos Varela, Amaury Pérez, Sara González, Gerardo Alfonso, Alfredito Rodríguez, Liuba María Hevia, Albertico Pujol, Blanca Rosa Blanco,  Fernando Pérez, Carlos Ruiz De la Tejera,  Iván Pedroso, Filiberto Azcuí,  Franco Carbón, Rubiera, Marino Luzardo, Diana Balboa.

- 2007- Retrospectiva. Embajada de Canadá. C. Habana. Cuba.

- 2007- “Príncipes Enanos”. Galería La Acacia. C. Habana. Cuba.

- 2005- “Quimera en riesgos”. Pinacole Building. Miami Beach. EE. UU.

- 2005- “Apariencias”. Centro cultural. Roma. Italia.

- 2004- “Apariencias”. Rambla de las flores. Barcelona. España.

- 2004- “Anquilosis”. Centro de arte  contemporáneo. San Juan. Puerto Rico.

- 2003- “..., luego existo”. Toronto. Canadá.

- 2002- "..., luego existo". Art Contemporain Center. Pinacole Building. Miami Beach. EE.UU

- 2002- "..., luego existo". Hotel St' John's. Ciudad de La Habana. Cuba

- 2001 -"..., luego existo". Galería Alejo Carpentier. Camagüey. Cuba

- 2001 "Ysla for ever". Proyecto EJO. Camagüey. Cuba

- 2001 "Suspiro en el aire". Casa de la Cultura. Vertientes. . Cuba

- 2000 - Sorpresa de un legitimador. Rambla de las Flores. Barcelona. España.

- 2000 "Ysla for ever". Galería Julián Morales. UNEAC. Camagüey. Cuba

- 1999- "Paisajes". Museo Municipal. Vertientes. Cuba

- 1998 - "Retratos". Casa de Cultura. Vertientes. Cuba

- 1997 - "Retratos de Jesús Suárez Gayol". Museo Estudiantil. Camagüey. Cuba

- 1995 - Exposición de Dibujos. Jornada Científica. Escuela de Música José White. Camagüey. Cuba

## Exposiciones colectivas
- 2014-"Aniversario del Gato Tuerto”. Gato Tuerto. La Habana. Cuba.
- 2012-" 50 Aniversario de Radio Enciclopedia." Emisora Radio Enciclopedia. La Habana.
- 2012-"Crear dos, tres, muchos Che..." Casa del ALBA cultural. La Habana.
- 2012-"Primer Encuentro de Expresionismo Antonia Eiriz". Maykel Herrera estuvo invitado junto a Pedro Pablo Oliva, Nelson Domínguez, Flora Fong, Ernesto García Peña, Ever Fonseca y Eduardo Roca (Choco).
- 2012-"Preview Berlín". Berlín. Alemania. Bipersonal de Maykel Herrera y Rigoberto Mana.
- 2012- "Berlin Art Week". Berlín. Alemania.
- 2012- "Salón Berlín". Berlín. Alemania.
- 2012-" Arte Cubano". Eggersberg. Alemania.
- 2012-" Ida y Vuelta". EAGL Gallery Berlín. Alemania.
- 2012- "Colores de Cuba" EAGL Gallery. Berlín. Alemania.
- 2012- Donación de obras al Instituto Cervantes de Berlín , Alemania. Por el día de la lengua Española en Europa. Junto a la Premio Nacional de Literatura Nancy Morejó y a los artistas de la plástica Juan Arel y Julia Valdez.
- 2012- Intervención Pictórica dentro de la Conferencia Magistral de la Premio Nacional Nancy Morejón, en el Instituto Cervantes de Berlín. Alemania.
- 2012- "Kubanische Kunstler". Stuttgart. Alemania.
- 2012-"Que bueno que están con nosotros". Gato Tuerto. La Habana.  Cuba.
- 2011- Mural Colectivo. Artex.
- 2011-"Naples Fair". Naples. Florida. EE. UU.
- 2011-"Urban Dreams". Kavachnina Contemporary Gallery. Miami, EE. UU.
- 2011-"Intimidades públicas". Galería Teodoro Ramos. La Habana. Cuba.
- 2011-"Un minuto de silencio". Proyecto personal de Curaduría. Casa Museo Oswaldo Guayasamín. La Habana. Cuba.
- 2010-"Intervención en Concierto de Emir Santa Cruz". Museo Nacional de Bellas Artes.
- 2010-"Casabe y Matajíbaro". Museo Ignacio Agramante. Camagüey.
- 2010-"Eslabón Malasia". Gallery Seni Johor. Malasia.
- 2010-"Profecía". Galería 23 y 12. La Habana. Curaduría de Roberto Chile.
- 2010-"Reflexions of Cuba." Kuala Lumpur.  Malasia.
- 2010-" Este Hombre es mi amigo." Pabellón Cuba. 9.º Congreso UJC. La Habana.
- 2010-" Este Hombre es mi amigo." Museo Municipal de Gibara. Holguín 8.º Festival de Cine Pobre.
- 2010-" Este Hombre es mi amigo." Escuela de Formación Integral José Martí. Actividad Central del MININT por el natalicio de José Martí.
- 2010-"Eslabón I." Galería Servando Cabrera Moreno. La Habana.  Cuba.
- 2010-"Colores de Cuba." Estado de Selangor. Malasia
- 2010-"Encuentros II". Galería de Arte  Luz y Oficios, Ciudad de La Habana.
- 2010-"Homenaje al Gato Tuerto por su 50 aniversario." Museo Nacional de Bellas Artes. Artistas: Ever Fonseca, Nelson Domínguez, Saida del Río y Maykel Herrera.
- 2010-"Exposición de pequeño formato." Galería del Gran teatro de La Habana.
- 2010-"Eslabón II". Embajada de la República de Argentina. La Habana. Cuba.
- 2010-"In-Cuba-te." Cancún. México.
- 2010-Muestra de arte cubano en Cancún. México.
- 2010-"Eslabón III." Galería Angelus. YETI. La Habana. Cuba.
- 2010-Salón internacional de Arte contemporáneo de Marseilla - FRANCIA
- 2009-¨Grandes que hacen pequeño¨. UNEAC. Camagüey.
- 2009-Este Hombre es mi amigo. Memorial  JOSÉ  MARTÍ. La Habana.
- 2009-Contemporary Cuban Art in Malaysia.
- 2009-Feria de Arte de Shanghái. China.
- 2009-Intervención en concierto de Gerardo Alfonso y Augusto Enríquez. La Zorra y el Cuervo. La Habana.
- 2009-Intervención en concierto de Lin Milanés. La Zorra y el Cuervo. La Habana.
- 2009-Arte Cubano en Portugal.
- 2009-Contemporary Cuban Art in Malaysia. Ciudad Kuala Lumpur.  Malasia.
- 2009-Arte Cubano en Madrid. España.
- 2009-Feria Internacional “Cuba Nostalgia”. Miami. EE. UU.
- 2009-Intervención en concierto de Jazz .La Zorra y el Cuervo.La Habana.
- 2009-Proyecto a Cielo Abierto. “Restaurarte”. Colateral a la X Bienal de La Habana. La Habana Vieja.
- 2009- “Pasos en Bienal”. Expo Colateral a la X Bienal de La Habana. Habana Vieja.
- 2009-Expo Colectiva. “Encuentro”. Hotel Riviera. La  Habana. Cuba.
- 2009-Expo Colectiva. “Encuentro”. Galería Luz y Oficios. La Habana. Cuba.
- 2008- "Rumba de Colores".Galería Simonsbakken, Ciudad Sandnes, Noruega.
- 2008- Feria de Arte de Marbella. España.
- 2008-Expo venta en Miami Beach. Estados Unidos de América.
- 2008- Expo venta en  el DF.México.
- 2008-Muestra de paisajes. Hotel Comodoro. C.Habana.Cuba.
- 2008-Muestra en el Salón Principal del Gato Tuerto. C. Habana. Cuba.
- 2008-Participación en la subasta por el V Aniversario del programa Sitio del Arte. Galería La Casona. C. Habana.Cuba.
- 2007-Muestra en Hotel Habana Libre. C. Habana. Cuba.
- 2007- Muestra en la Galería de Arte Habana.  C. Habana. Cuba
- 2007- “Almas comunes”. Homenaje a los artistas. Centro Hispanoamericano de Cultura.
- 2007-Expo Colectiva . Galería La Acacia.  C. Habana. Cuba.
- 2007-Participación en el Mural del Proyecto Lectura en el Prado.
- 2007-Encuentro Nacional de Grabado. Centro de Desarrollo de las Artes Visuales. C. de La Habana.
- 2007- “Casabe y matajíbaro”. Convento de Santa Clara, Ciudad de La Habana.
- 2007-Expo Colectiva en el Hotel Habana Libre.
- 2006-Galería  Havana  Art.  Café. Colección  Mike  Watson.  Inglaterra.
- 2006- Galería Víctor Manuel. Habana.Cuba.
- 2006-  Galería  Formas.Habana.Cuba.
- 2005- “ The Cuban reality”. San  Juan. Puerto Rico.
- 2005- “ Pintura fina”. París. Francia.
- 2005- “ Juntos y revueltos”. Toronto. Canadá.
- 2004- Salón de la ciudad. Habana. Cuba.
- 2004- Cinco cubanos. Miami. EE. UU.
- 2004- Concurso de pintura rápida. Roma. Italia.
- 2004- Arte cubano. Hotel Fleur de lys. San José. Costa Rica.
- 2003- XIX  Salón  Fidelio Ponce de León. Cuba.
- 2003 - VIII Bienal de La Habana. Expo "Entre amigos" en Presentación de Rev. Artes en Santo Domingo. Hotel Sevilla. Ciudad Habana. Cuba
- 2003 - VIII Bienal de La Habana. Galería Víctor Manuel. Ciudad Habana.Cuba
- 2003 - XIX Salón Provincial Fidelio Ponce. Galería Alejo Carpentier, Camagüey. Cuba
- 2003- Concurso Nac. de Pintura, Escultura y Grabado PMA en acción 2004. Centro de Des. Art Visuales.C. Habana. Cuba.
- 2003 - II Bienal de Artes Plásticas y Salud Mental 2003. Ciudad de La Habana. Cuba
- 2003- Salón Playa 2003 "Servando Cabrera Moreno". Ciudad de La Habana. Cuba
- 2003- Mural Colectivo NO A LA GUERRA. Marzo. Ciudad de La Habana. Cuba
- 2002 - Salón Nac. de A. Plást. "Fayad Jamís". Galería Emir Abdel Kader, Unión Árabe de Cuba. C. de La Hab. Cuba
- 2002 - XVIII Salón Provincial Fidelio Ponce. Galería Alejo Carpentier, Camagüey. Cuba
- 2002 - XI Salón de la Ciudad. Galería Alejo Carpentier. Camagüey. Cuba
- 2002 - Reencuentro Artistas Plásticos Camagüey-Ciudad Habana. Cuba
- 2002 - Homenaje de A. Plásticos camagüeyanos a la Ofic.del Historiador. Sede Ofic. Historiador. Camagüey. Cuba
- 2001 - Homenaje de A. Plásticos camagüeyanos a la Ofic.del Historiador. Sede Ofic.del Hist.. Camagüey. Cuba
- 2001 - XVII Salón Provincial de Artes Plásticas Fidelio Ponce. Galería Alejo Carpentier. Camagüey.
- 2001 - Homenaje de A. Plásticos camagüeyanos a la Ofic.del Historiador.Galería Alejo Carpentier. Camagüey. Cuba
- 2001- X Salón de la Ciudad. Galería Alejo Carpentier. Camagüey. Cuba
- 2000 - Salón Guernica. Galería de Arte. Nuevitas. Camagüey. Cuba
- 2000 - XVI Salón Provincial de Artes Plásticas Fidelio Ponce. Galería Alejo Carpentier. Camagüey. Cuba
- 2000 -"Luna en el Alba". Casa de Cultura. Vertientes. Camagüey. Cuba
- 2000 - Expo Bipersonal. Casa de Cultura. Vertientes. Camagüey. Cuba
- 2000 - IX Salón de la Ciudad. Galería Alejo Carpentier. Camagüey. Cuba
- 1999 - Salón de Fin de Año. Galería MIRA. Casa del Joven Creador. Camagüey.
- 1999 - XV Salón Provincial de A. Plásticas Fidelio Ponce. Galería Alejo Carpentier. Camagüey. Cuba
- 1999 - Salón de Instructores de Arte. Centro Provincial de Cultura. Comunitaria. Camagüey. Cuba
- 1999 - Expo de Dibujos. Matanzas. Cuba
- 1999 - VIII Salón de la Ciudad. Galería Alejo Carpentier. Camagüey. Cuba
- 1998 - X Graduación de Estudiantes de A. Plásticas. Galería Julián Morales. Uneac. Camagüey. Cuba
- 1998 - Salón Eduardo Abela. Casa de Cultura. Vertientes. Camagüey. Cuba
- 1997 - XIII Salón Provincial de Artes Plásticas Fidelio Ponce. Centro Provincial de A. Plásticas. Camagüey. Cuba
- 1997 - Salón Eduardo Abela. Casa de Cultura. Vertientes. Camagüey. Cuba
- 1996 - Muestra de Estudiantes de la Escuela de Artes Plásticas de Camagüey. Casa Natal de El Mayor. Cuba
- 1996 - V Salón de la Ciudad. Galería Alejo Carpentier. Camagüey. Cuba
- 1996 - Expo de Estudiantes de Artes Plásticas de Camagüey. Galería MIRA. Casa del Joven Creador. Cuba
- 1995 - Salón de Paisajes de la Escuela de Artes Plásticas de Camagüey. Galería Alejo Carpentier. Camagüey. Cuba
- 1994 - Salón de Dibujo. Escuela de Artes Plásticas de Camagüey. Galería Alejo Carpentier.

## Libros ilustrados
- Casa primera.
- Cuerda veloz.
- Ella estaba donde no se sabía.
- El capitán de los dormidos.
- Romper el silencio.
- El Búfalo Blanco.
- Nuevas Cartografías Latinoamericanas.
- Narradores cubanos de hoy.
- Revista Sol y Son.
- Revista Cuba Plus.
- Revista Cuba Internacional.
- Cuentos de papel.
- Los hijos del Kamikaze.
- Figurantes.
- Crónicas del mañana.

## Otras participaciones
- Donación de una obra al Instituto Cervantes de Berlín. Alemania.
- Donación de una obra para el premio del Festival del Humor “Aquelarre 2008”.
- Donación de una obra al programa Sitio del Arte por su V Aniversario.
- Programa “ De la gran escena”
- Varios spot televisivos.
- Exposición personal en escena, donde Gerardo Alfonso hiciera su  concierto por los 25 años de vida artística.
- Homenaje de Eusebio Leal por haber trabajados en proyectos del centro histórico.
- Programa “Hurón Azul”.
- Programa “Arte Video”.
- Revista televisiva “Buenos días”.
- Culturales del Noticiero Nacional de Televisión Cubana.
- Programa “Luces y Sombras” de Habana Radio.
- Programa Radio Habana Cuba.
- Intervención en Radio Rebelde.
- Proyecto de curaduría “Casabe y matajíbaro”.
- Programa “Conexión”.
- Programa “De  tarde en Casa”.
- Programa “23 y M”.
- Programa “Sitio del Arte”.
- Varios programas del Canal Habana.

## Obras en
- Museo Provincial Ignacio Agramante. Camagüey.
- Museo Estudiantil Jesús Suárez Gayol. Camagüey.
- Estudios de Habana Radio. Habana. Cuba.
- Instituto Cervantes de Berlín. Alemania.

## Colecciones privadas
Juan Grañena. Barcelona, España. Kiki Denis. New York, EE. UU. Víctor Serrano. Miami,EE.UU .Cornelio Dreiffus. Lausana, Suiza. Dinamarca. México. Puerto Rico. Canadá. Francia. Italia. Inglaterra. Bahamas. Colombia. República Dominicana. Grecia. Costa Rica. Andorra. Argentina. Japón. China. Alemania. Holanda. Bélgica. El Líbano. Brasil.

## Publicaciones en Revistas Espezializadas
- Tres números de la revista Artes. República Dominicana
- Cuatro números de la revista Opus Habana. Cuba
- Tres números de la revista Arte cubano. Cuba.

## Series

### Apariencias

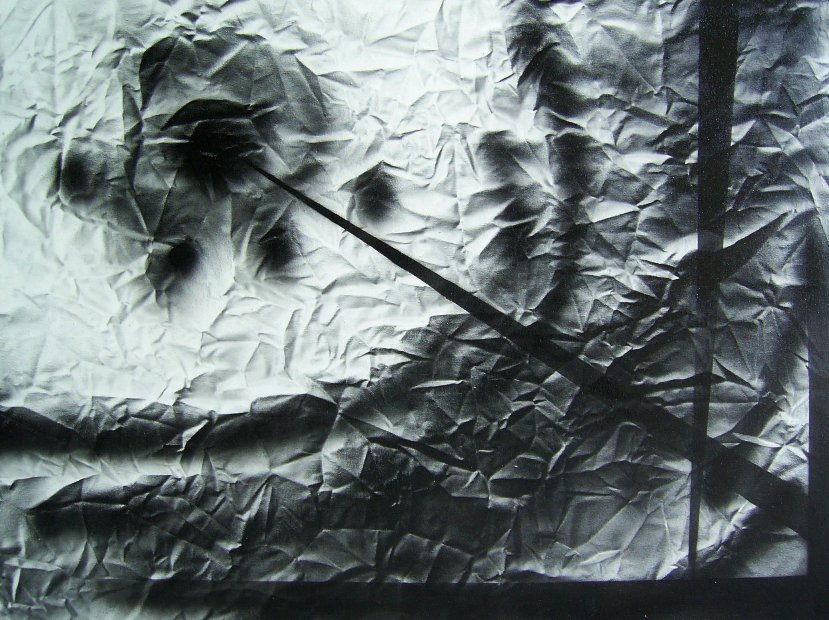
80 x 60 cm
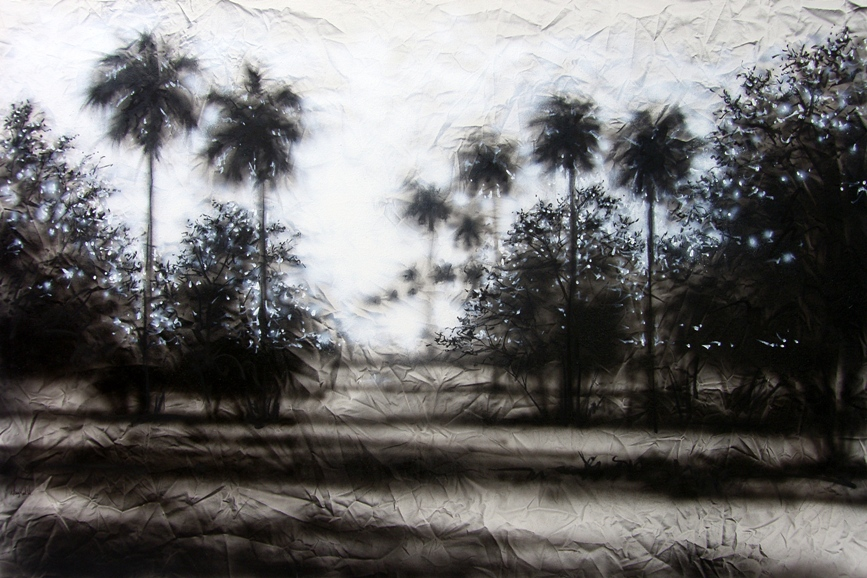
100 x 150 cm
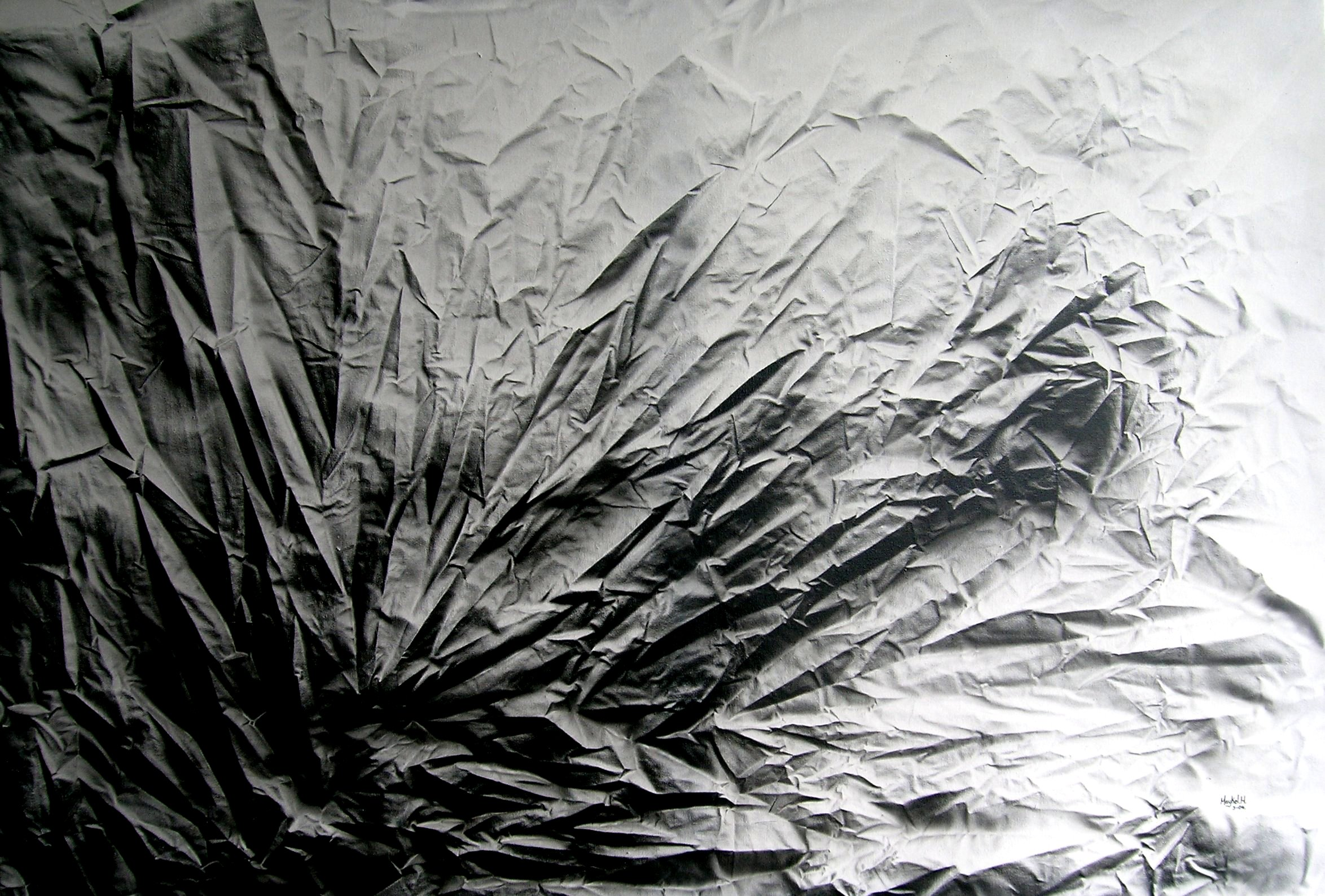
130 x 200 cm
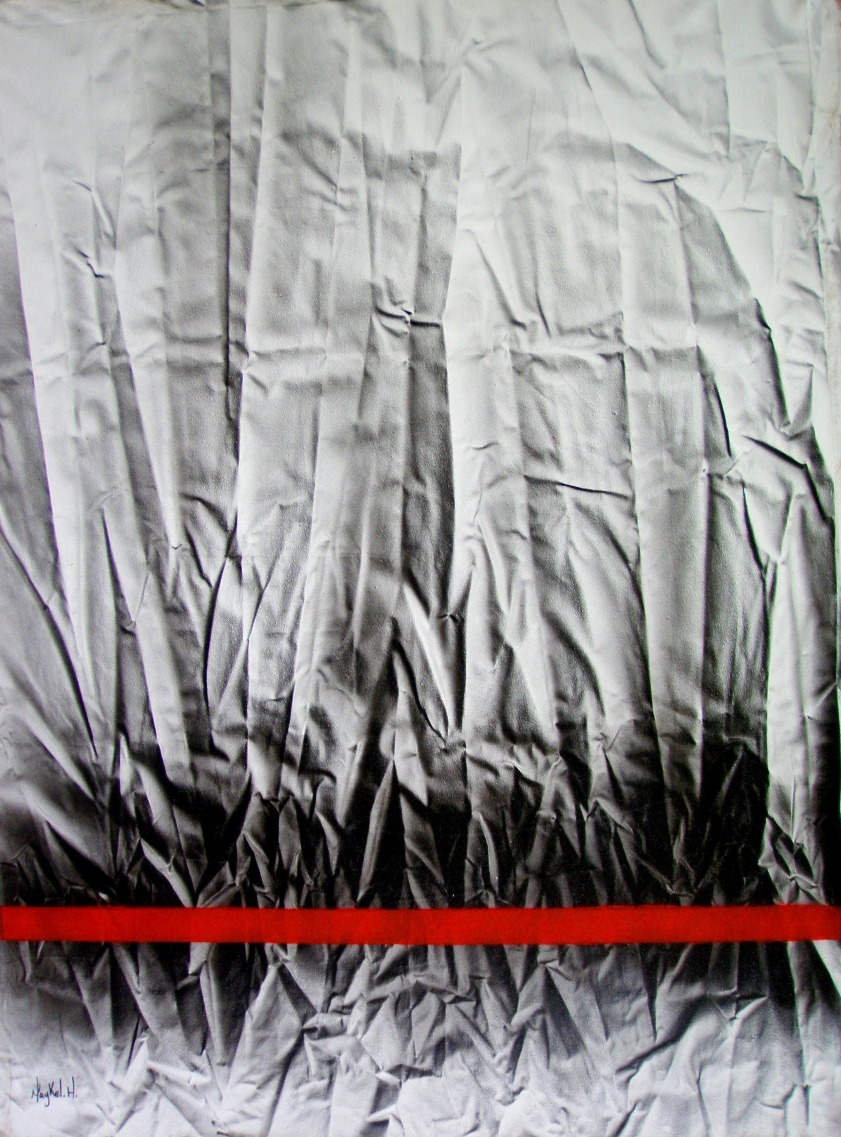
100 x 80 cm

### No Veo Nada

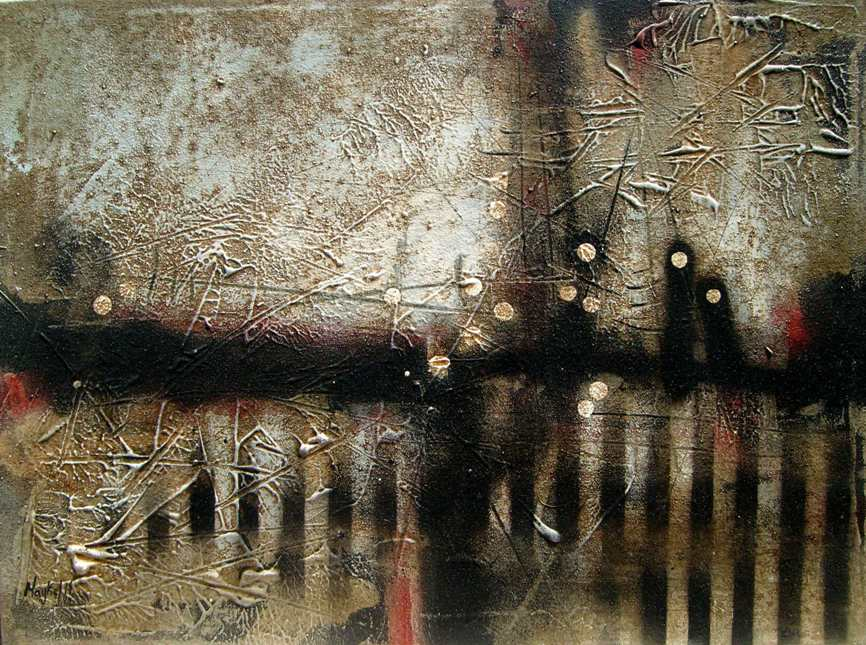
60 x 80 cm
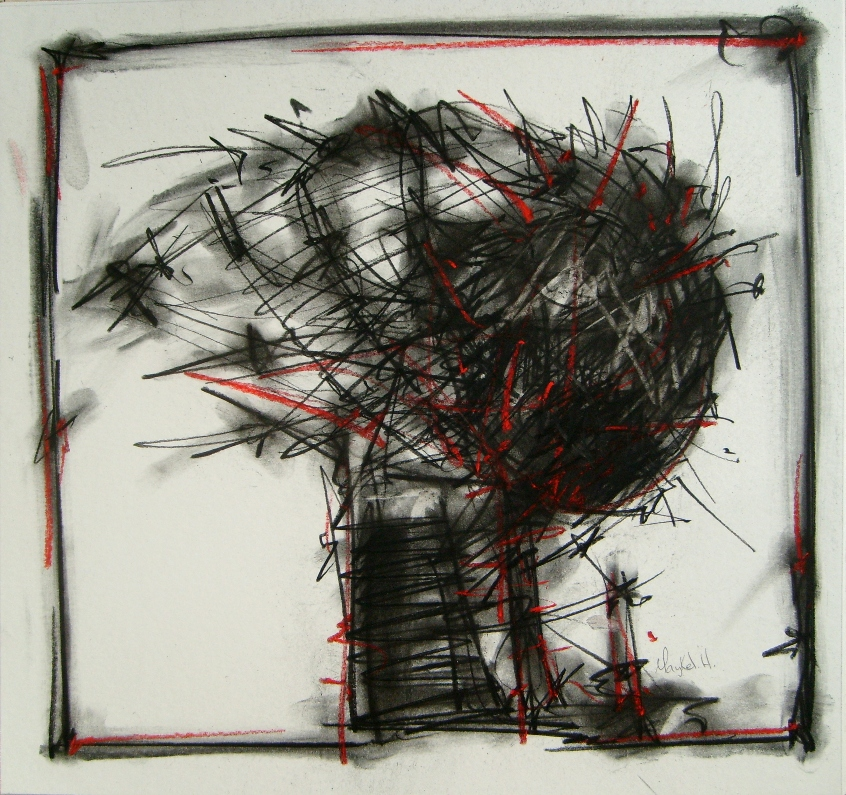
50 x 50 cm
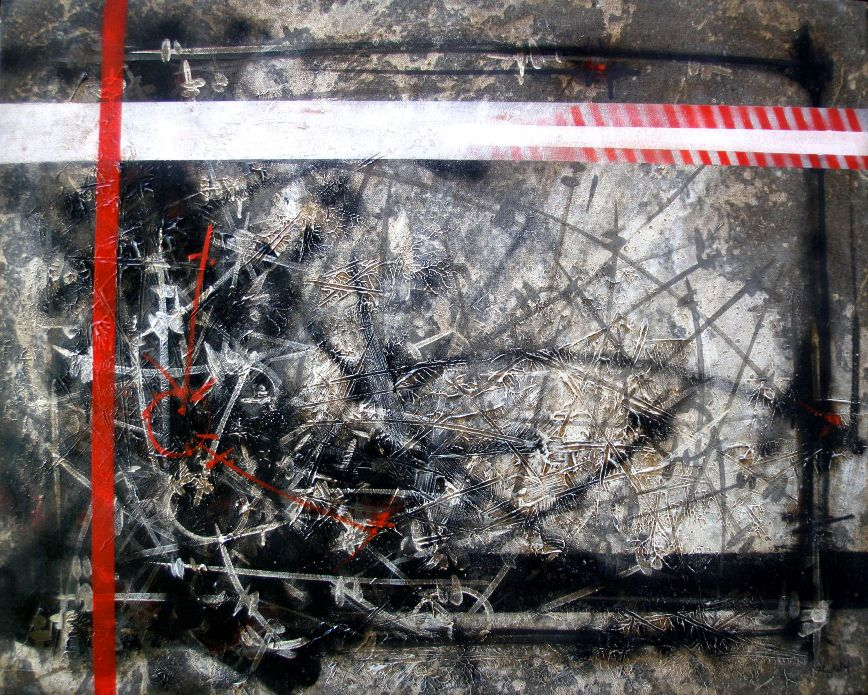
80 x 100 cm
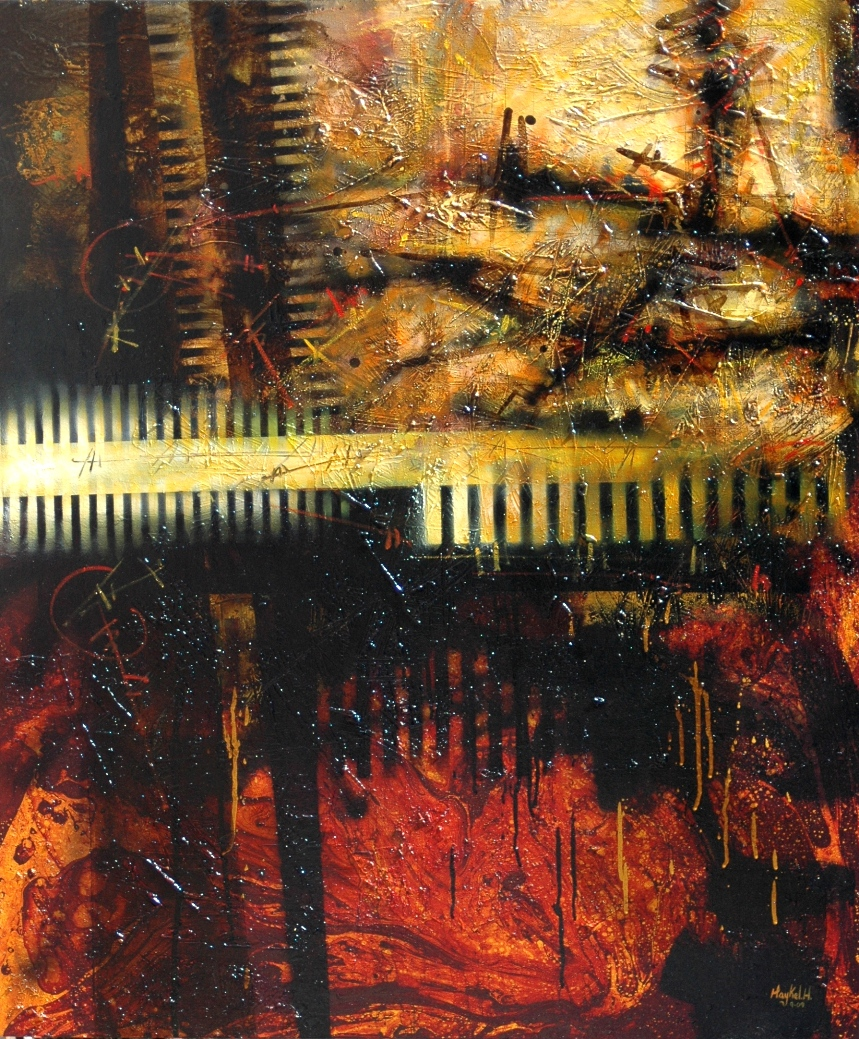
120 x 100 cm

### Príncipes Enanos

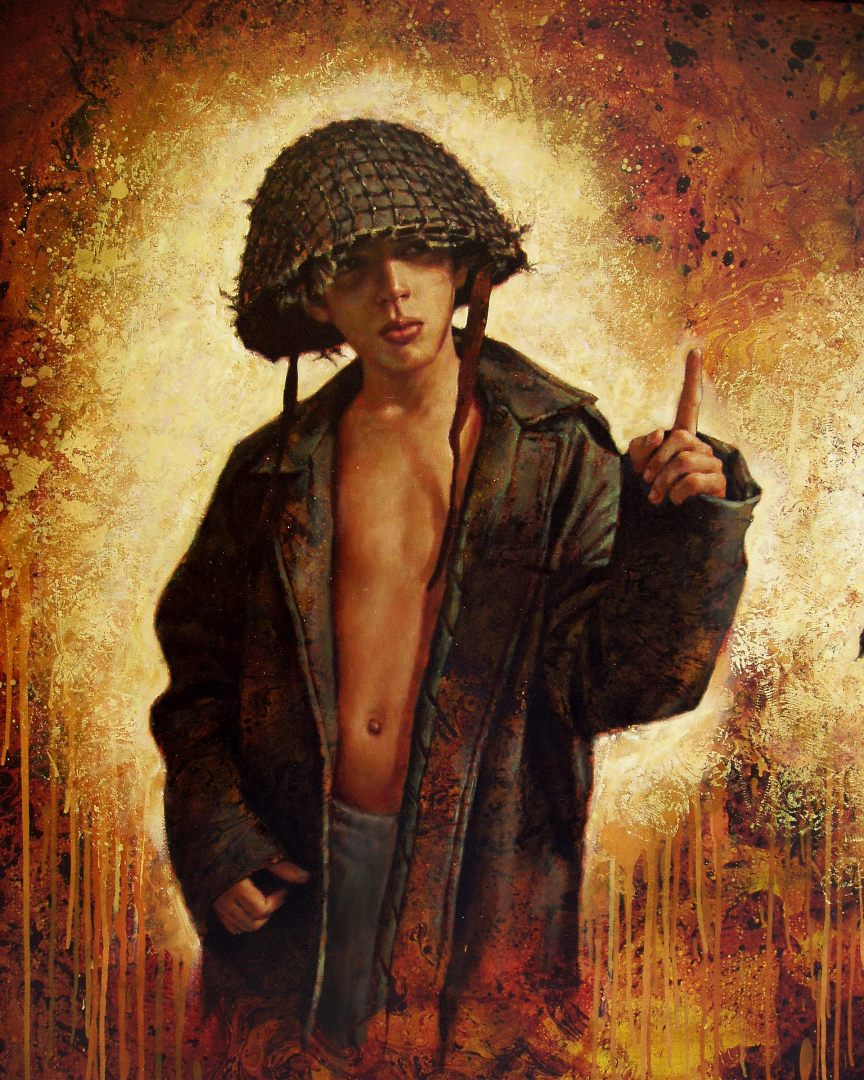
Marlon II
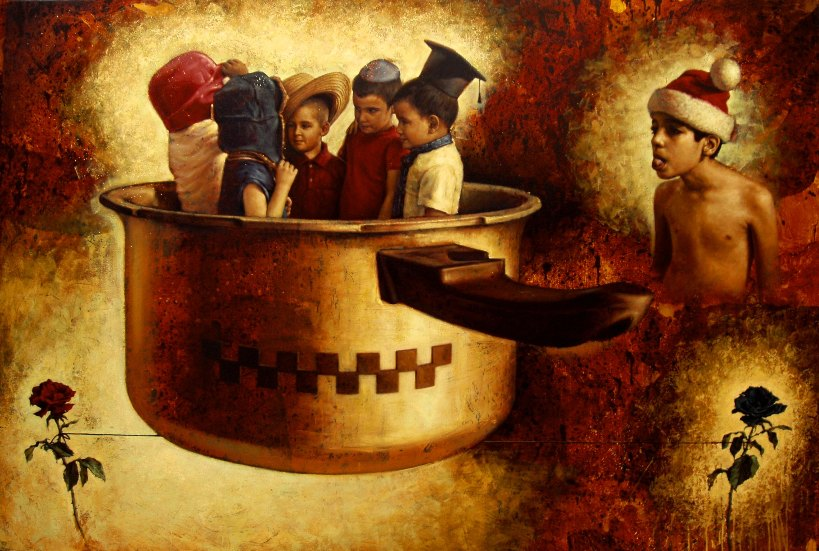
Olla de grillos
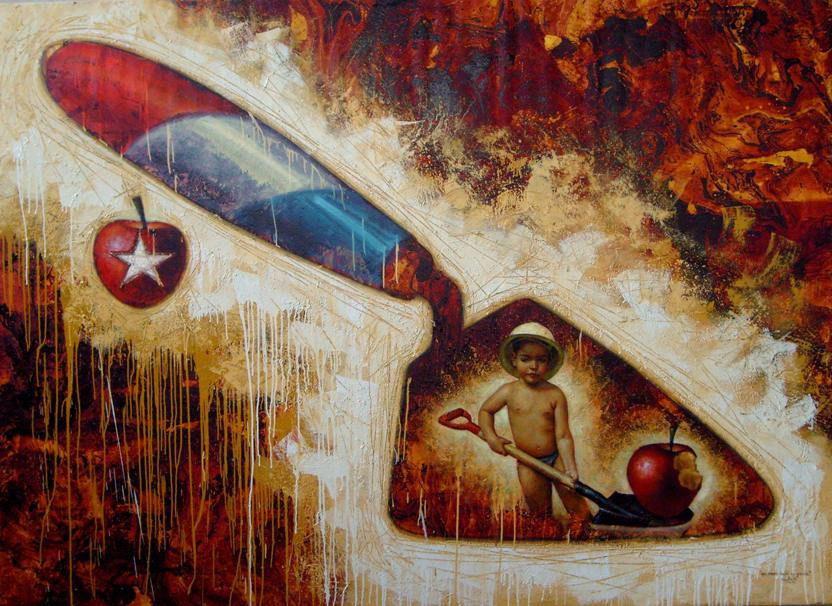
Un Muro Mejor es Posible

### La Verdad Parece un Cuento

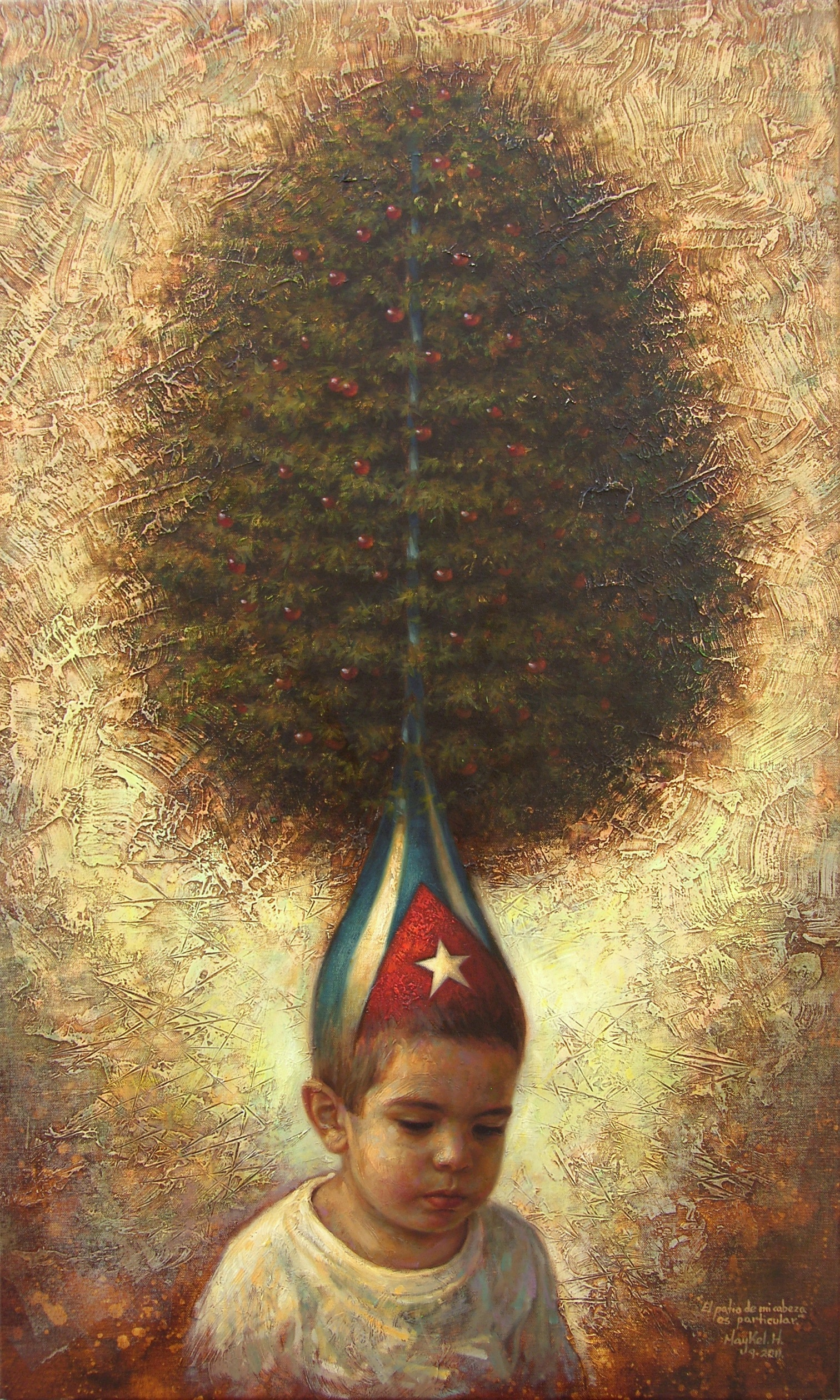
El patio de mi cabeza es particular I
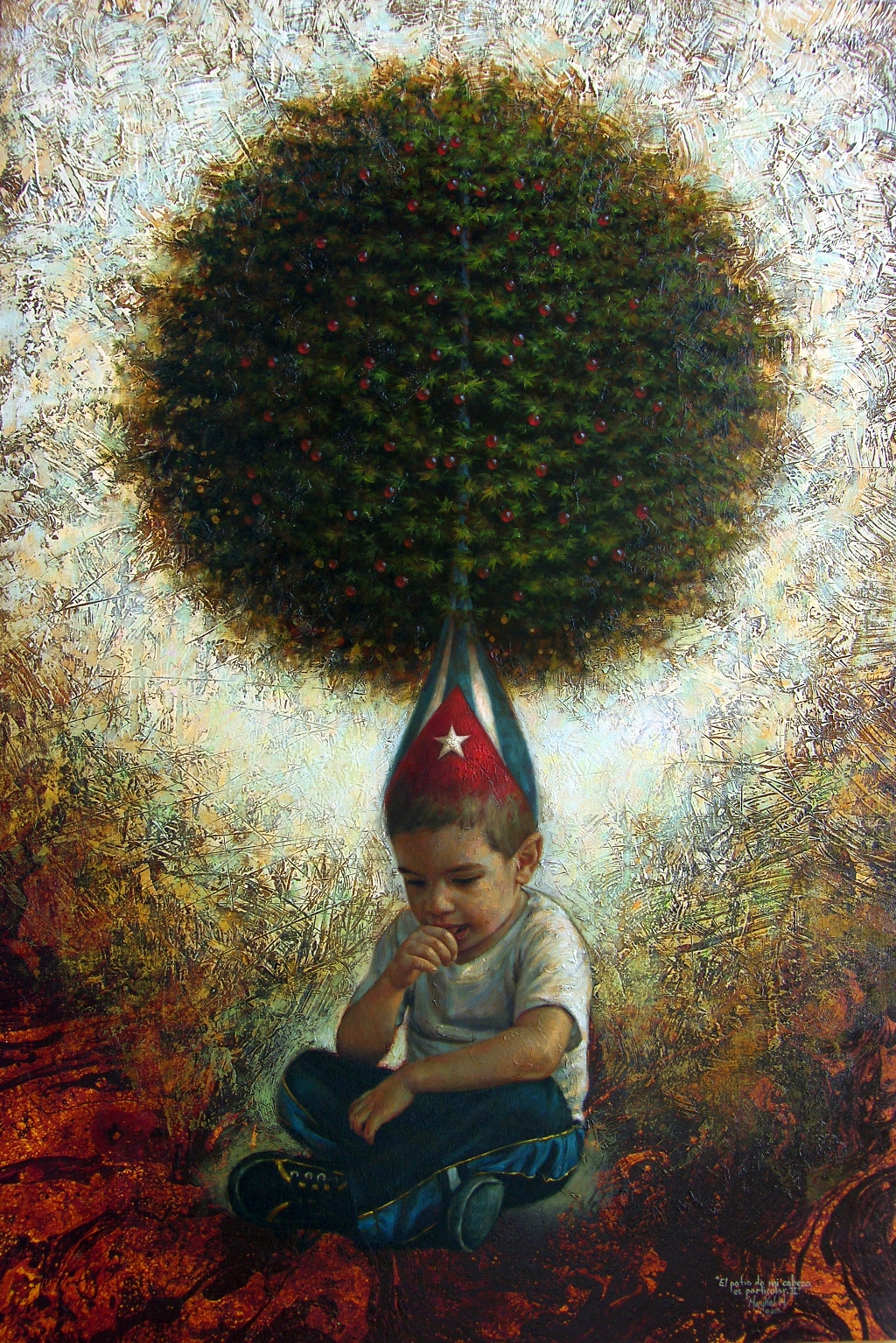
El patio de mi cabeza es particular II
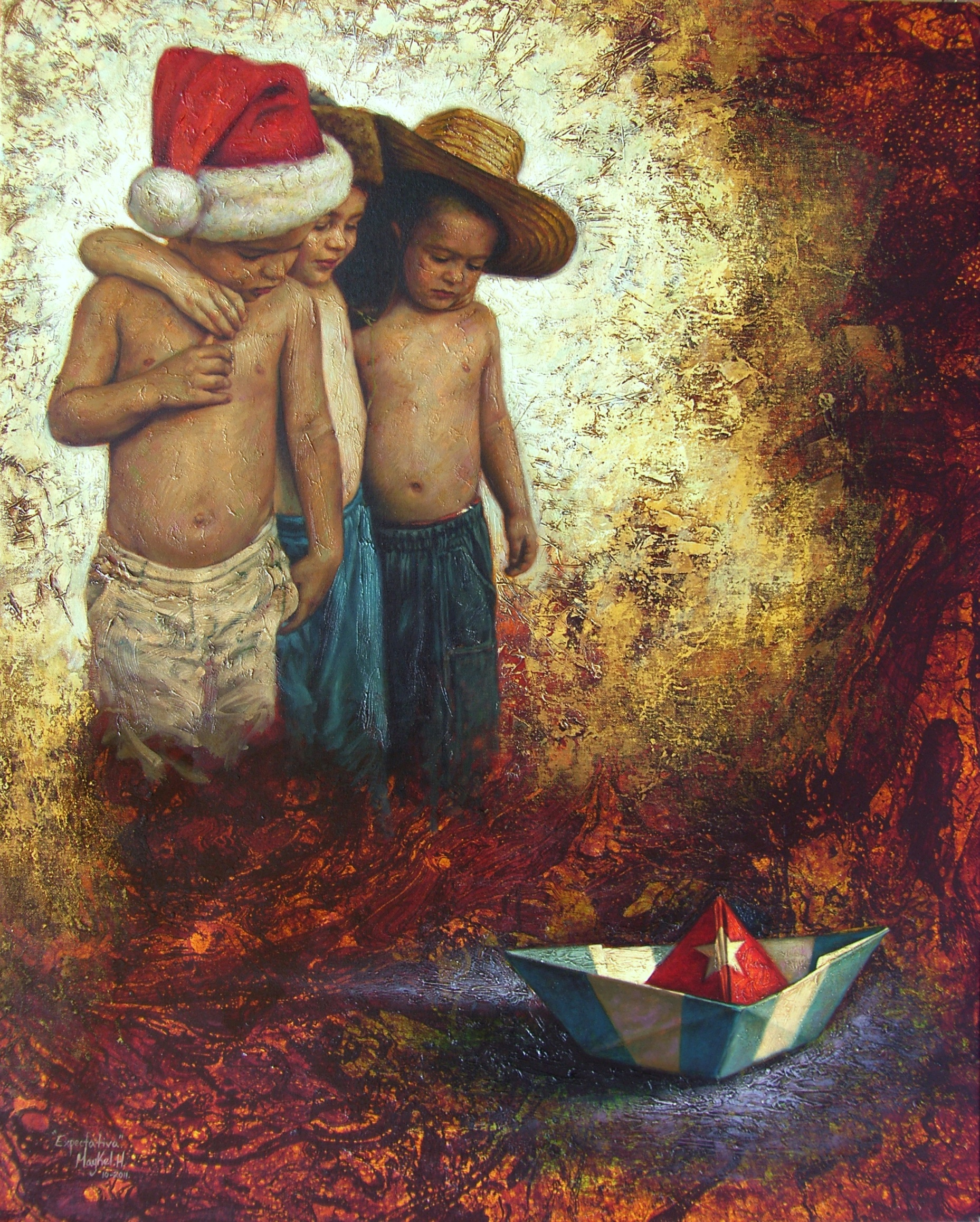
Expectativa
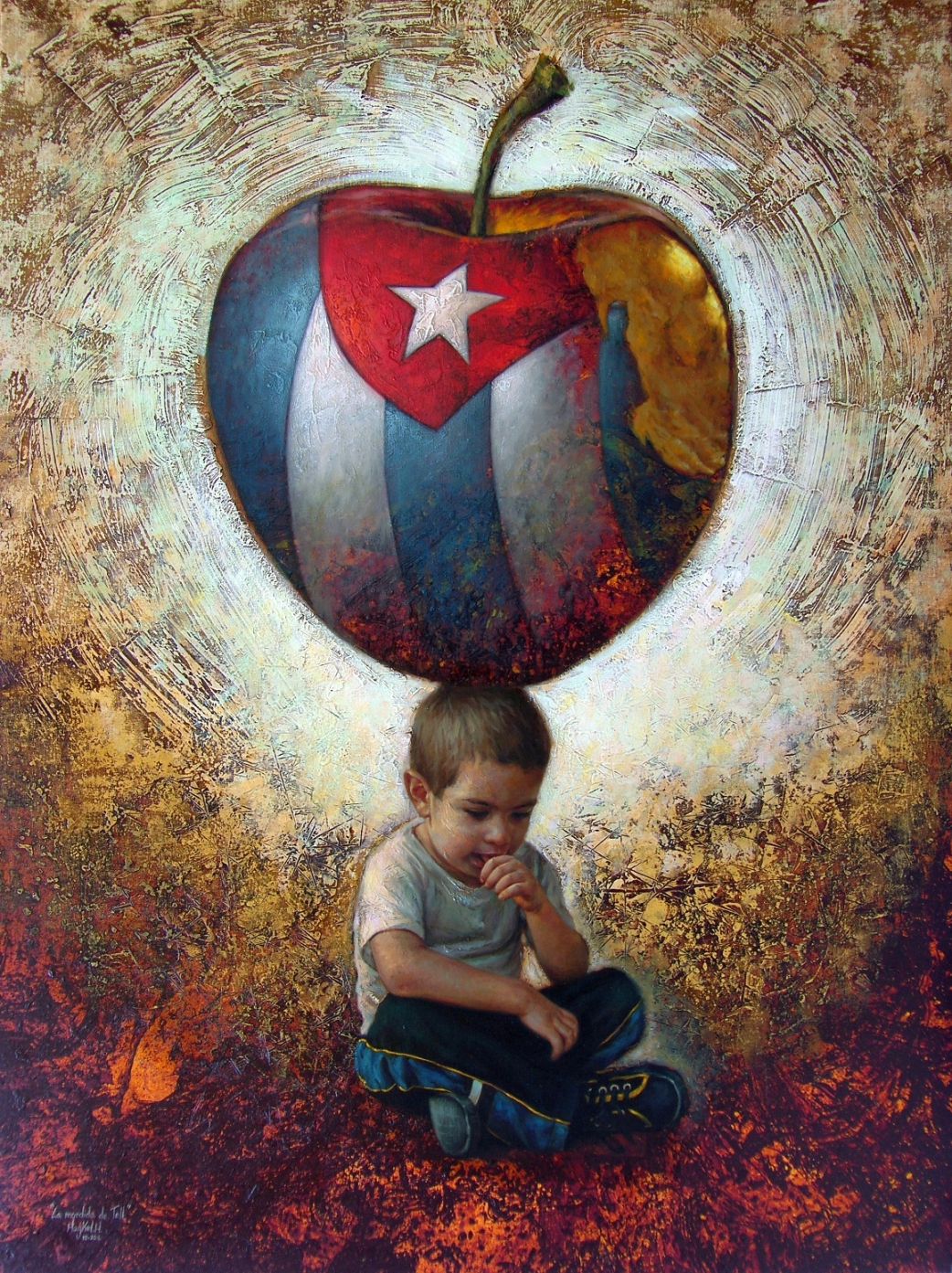
La mordida de Tell
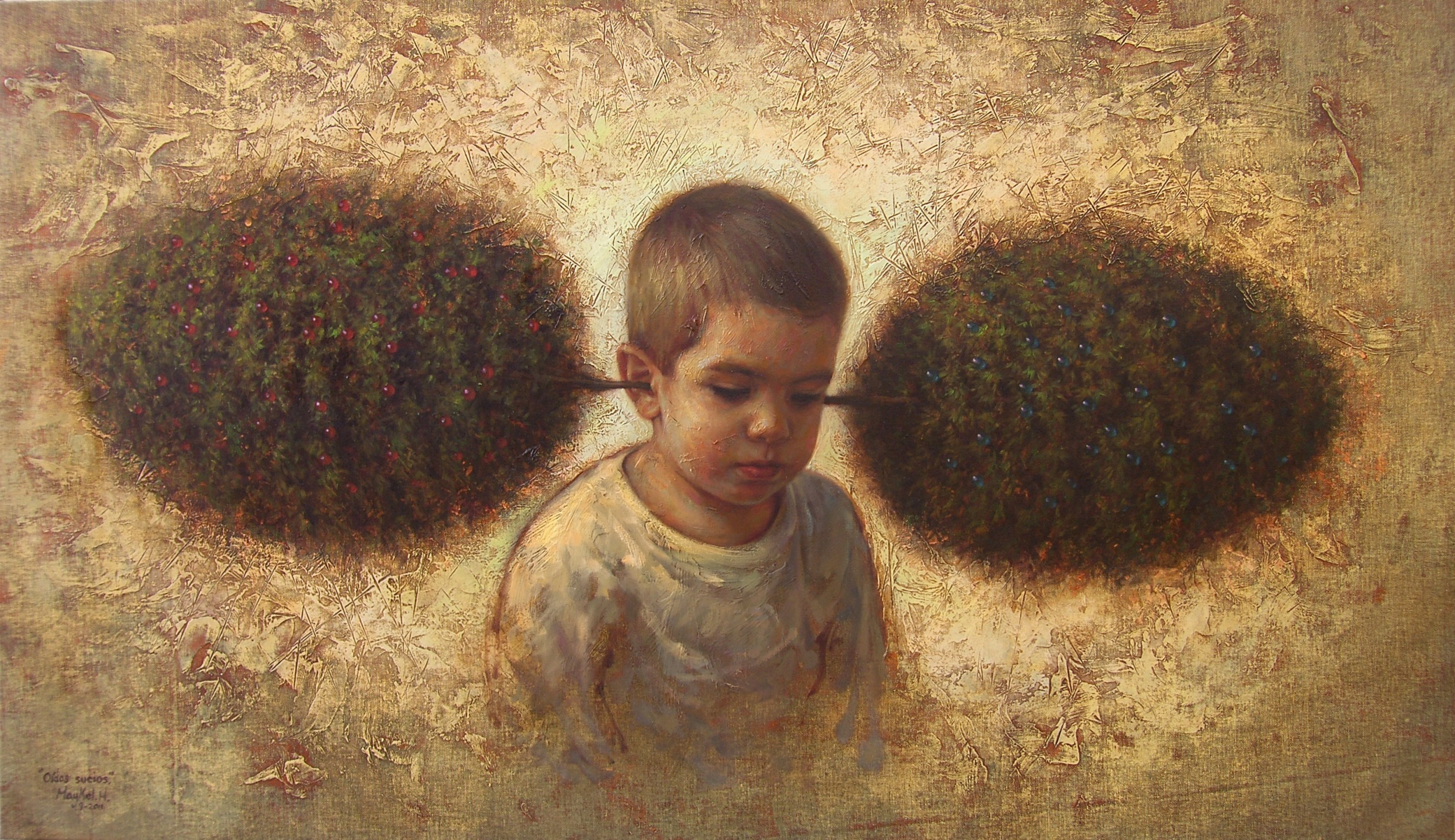
Oídos sucios
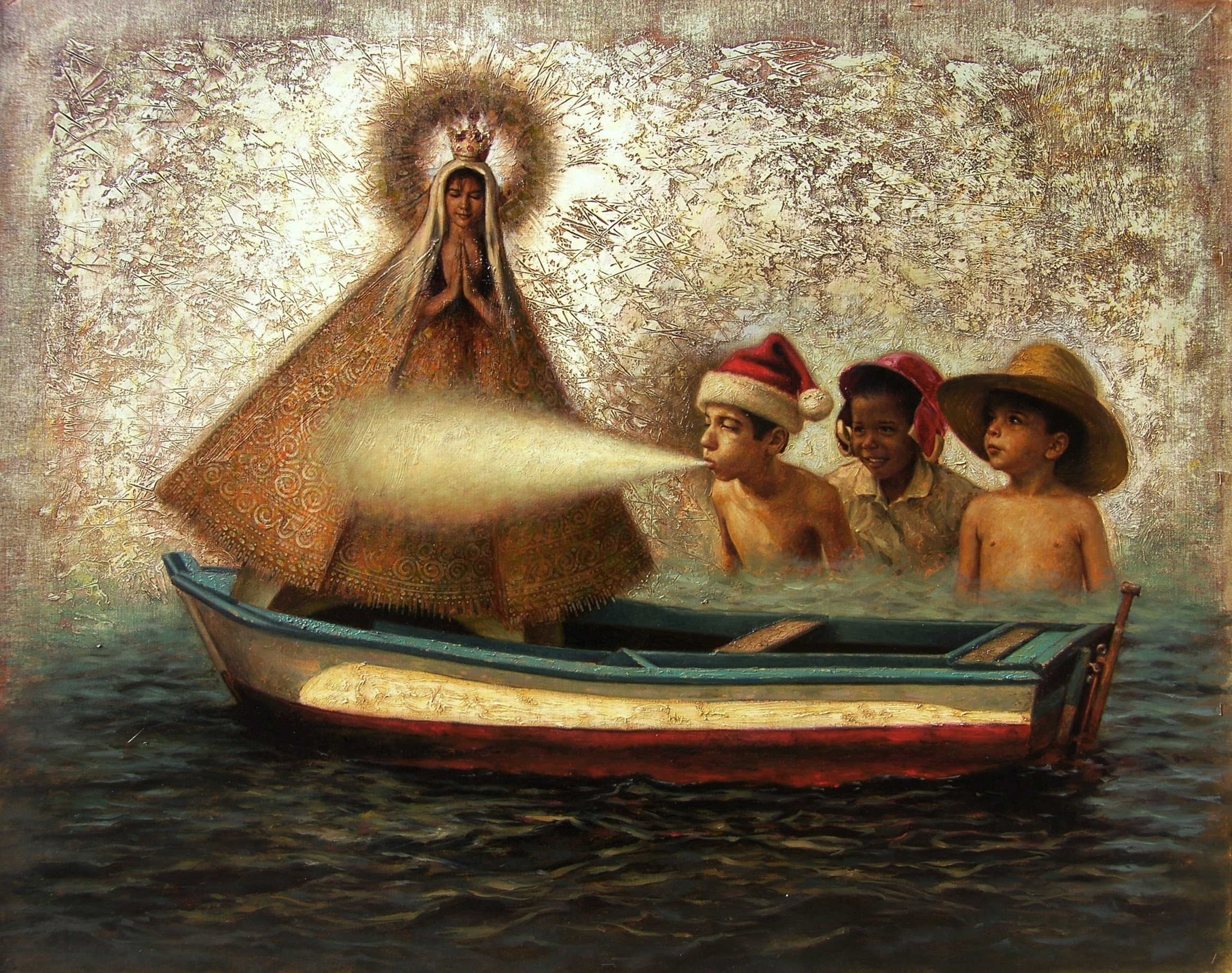
Pujanza
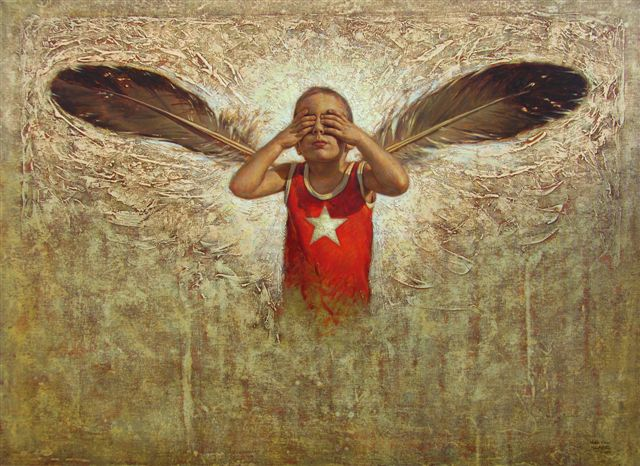
Vuelo ciego

### Otras series
- Ciudad de Dios. 2012. 80 x 100 cm
- Del ángel, una pluma. 2010. 130 x 70 cm
- Expedición. 2011. 110 X 150 cm
- Hallazgo de una sonrisa. 2012. 150 x 70 cm
- Huerto de Getsemaní. 2012. 150 x 70 cm
- Insularidad. 2012. 120 x 80 cm
- Jardín de agua salada. 2012. 110 x 80 cm
- La cáscara guarda el palo. 2012. 150 x 70 cm
- Las heridas de la tierra. 2012. 150 x 70 cm
- Media naranja. 2012. 120 x 80 cm
- Plegaria. 2010. 55 X 45 cm
- Poesía dorsal. 2012. 120 x 80 cm
- Silenciador. 2012. 100 x 150 cm
- Un sueño en amarillo pollito. 2012. 120 x 120 cm
- Una forma de pensar. 2012. 100 x 80 cm
- Vista de águila. 2012. 60 x 80 cm
- Vuelo ciego. 2011. 110 x 150 cm
- Alto que no se oye I. 2012. 120 x 120 cm Acrílico sobre lienzo
- Champion. 2012. 150 x 100 cm